# وییا اودائوندو
وییا اودائوندو (به اسپانیایی: Villa Udaondo) شهری در کشور آرژانتین، استان بوئنوس آیرس است که در سال ۲۰۰۹ میلادی، حدود ۳۱٬۴۹۰ نفر جمعیت داشته‌است.